# Lae Oram
Lae Oram is een bestuurslaag in het regentschap Subulussalam van de provincie Atjeh, Indonesië. Lae Oram telt 1351 inwoners (volkstelling 2010).